# Розколоте небо (фільм, 1990)
«Розколоте небо» (англ. The Sheltering Sky) — драма Бернардо Бертолуччі 1990 року про трагічну подорож сімейної пари американців Північною Африкою. Фільм поставлений за однойменним романом Пола Бовлза (Paul Bowles). Премія «Золотий глобус» за найкращу музику до фільму, премія BAFTA за найкращу операторську роботу.

## Сюжет
Молода пара американців, Порт і Кіт Моресбі, вирушає в подорож Північною Африкою. Вони пригнічені Другою світовою війною, розчаровані в житті та у власних відносинах. 1947 року разом зі своїм другом Танером вони приїжджають до Танжеру. Головні герої занурюються вглиб Марокко, розлучаючись зі звичними благами цивілізації. Танер покидає їх. Порт заразився тифом і вмирає у французькому форті посеред Сахари. Його дружина у розпачі приєднується до каравану берберів. Один з берберів на ім'я Белькасим бере Кіт собі за коханку і привозить додому до рідного села. Кіт стає фактично полонянкою і її життя роблять нестерпним інші дружини Белькасима. Кіт втікає з гарему. Знавісніла, вона потрапляє до лікарні, де її знаходять працівники американського посольства і перевозять назад до Танжеру. Дія фільму закінчується у тому ж кафе, де і починалася. Наприкінці фільму в кадрі з'являється сам Пол Бовлз, який протягом фільму виступав у ролі оповідача.

## У ролях
- Джон Малкович — Порт Моресбі
- Дебра Вінгер — Кіт Моресбі
- Кемпбелл Скотт — Джордж Танер
- Джилл Беннетт — місіс Лайл
- Тімоті Сполл — Ерік Лайл
- Ерік Ву-Ан — Белькасим

## Цікаві факти
- Пол Бовлз був дуже незадоволений роботою Бернардо Бертолуччі. Зокрема, йому здалися недоречними еротичні сцени між Белькасимом і Кіт. 1998 року Бовлз навіть переписав передмову до своєї книги, зазначивши, що чим менше сказано про фільм, тим краще.
- Автор книги, Пол Бовлз, присвятив цей роман своїй дружині і їх відносинам.